# Andershausen
Andershausen ist eine Ortschaft der Stadt Einbeck im südniedersächsischen Landkreis Northeim.

## Geografie

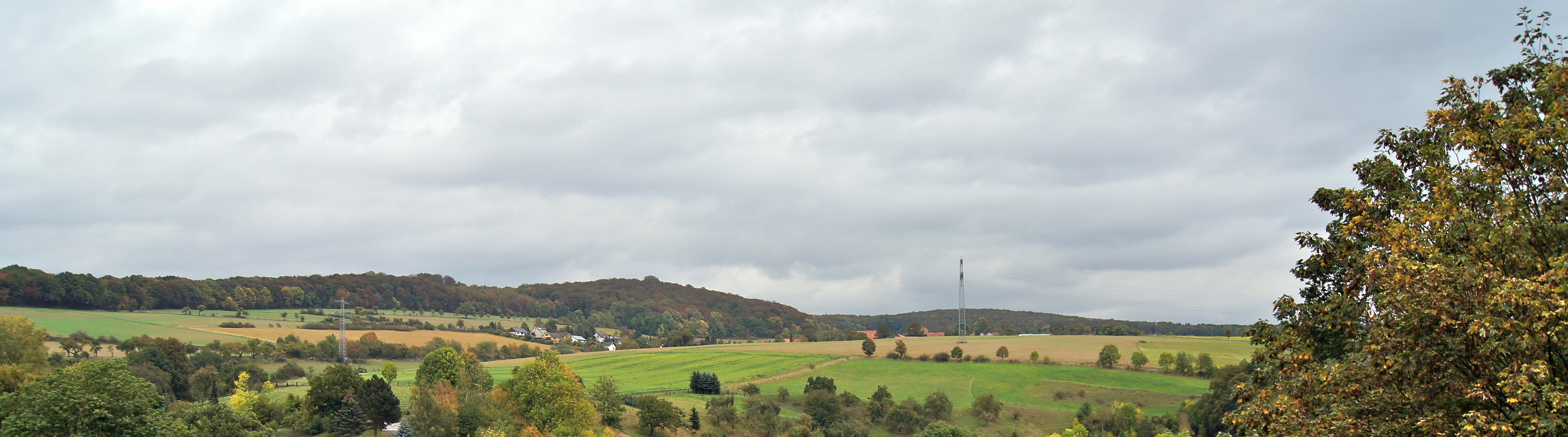
Andershausen liegt an der westlichen Seite des Höhenzuges Hube

Das Dorf Andershausen befindet sich im nördlichen Teil der Stadt Einbeck. Es liegt am Fuß des Höhenzuges Hube und ist seit 1936 über eine gut ausgebaute Zufahrtsstraße mit der Bundesstraße 3 verbunden.

## Geschichte
1235 übertrug Adolf II. von Dassel seine Zehntrechte in Andershausen an das Stift Fredelsloh. Eine weitere urkundliche Erwähnung fand Andershausen im Jahr 1312 als Antwordeshusen anlässlich einer Schenkung an das Marienstift. In dieser Zeit wird in Andershausen auch der Hopfenanbau erwähnt, der für das Bier in Einbeck verwendet wurde.
Zur Zeit des Dreißigjährigen Krieges wurde das Dorf völlig zerstört, da auf der nahegelegenen alten Hubestraße die Truppen durchzogen. Die Bevölkerung flüchtete sich in den Schutz der Mauern Einbecks. 1651 hatte Andershausen nur noch 3 Wohngebäude. 1654/55 wurden 16 Einwohner gezählt.
Im Jahre 1910 bauten die Andershäuser zur Wasserversorgung eine 800 m lange Wasserleitung mit Pumpstation und Hochbehälter.
Während im Zweiten Weltkrieg die Bevölkerungszahl bei 60 Personen lag, stieg sie danach durch die Heimatvertriebenen aus dem deutschen Osten auf 150 Personen an.
Im Zuge der Gebietsreform in Niedersachsen, die am 1. März 1974 stattfand, wurde die zuvor selbständige Gemeinde Andershausen durch Eingemeindung zur Ortschaft der Stadt Einbeck. Mit neun Höfen und einer Neubausiedlung zählt der Ort noch heute zu den kleinsten Dörfern der Stadt Einbeck.
Zusammen mit den Dörfern Holtershausen und Kuventhal wird seit 2020 eine gemeinsame Feuerwehr, die Ortsfeuerwehr An der Hube, unterhalten.

## Politik

### Ortsrat
Der Ortsrat, der die Ortschaften Andershausen und Kuventhal gemeinsam vertritt, setzt sich aus fünf Ratsmitgliedern zusammen. Bei der Kommunalwahl 2021 ergab sich folgende Sitzverteilung:
- Wgem. Kuventhal-Andershausen: 3 Sitze
- Unabh. Wgem. Andershausen-Kuventhal: 2 Sitze

### Ortsbürgermeister
Der Ortsbürgermeister ist Walter Watermann (WG). Sein Stellvertreter ist Friedrich Schönhütte (Unabh. WG).

### Wappen
Auf der roten Festungsmauer im unteren Drittel des silbernen Wappenschildes eine Eule sitzend.

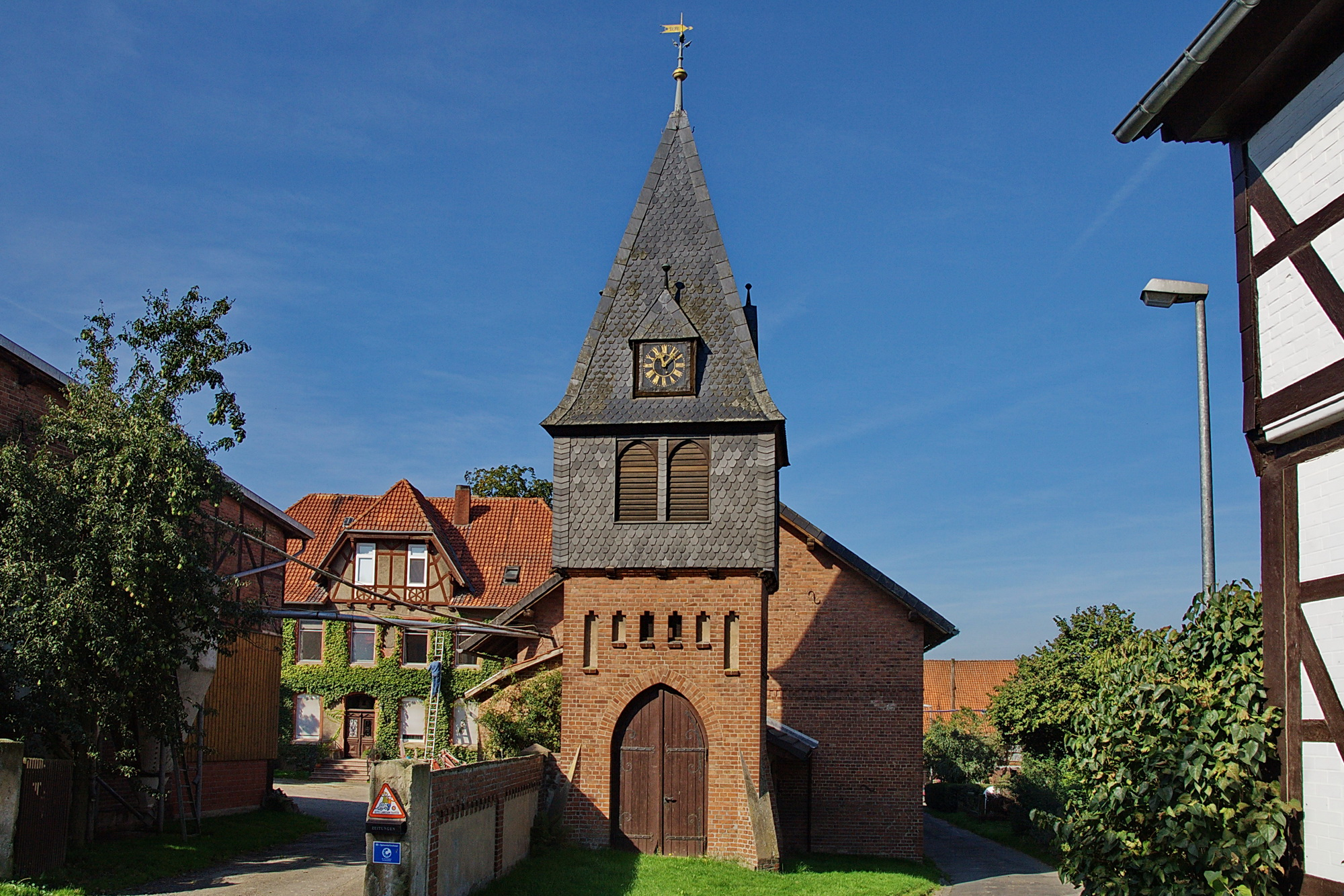
Glockenturm Andershausen

## Kultur und Sehenswürdigkeiten
Im Mittelpunkt des Dorfes befand sich die kleine Dorfkapelle, die im Dreißigjährigen Krieg zerstört wurde, deren Turm mit Uhr und Glocke aus dieser Zeit jedoch noch heute besteht.